# Anna Moroni
Anna Moroni (6. března 1613 Řím – 8. února 1675 tamtéž) byla italská řeholnice a zakladatelka Sester oblátek od Dítěte Ježíše.

## Život
Narodila se 6. března 1613 v Římě.
Brzy přišla o oba rodiče a do roku 1633 vyrůstala v Collegio di S. Spirito. Poté začala pracovat jako služebná v šlechtických rodinách. Projevovala hluboký duchovní život a jejími duchovními vůdci se stali kněží z kongregace Řeholních kleriků Matky Boží. Po několika letech byla svěřena do duchovní péče otci Cosimu Berlinsanimu. Ten jí svěřil několik dívek, aby je vyučovala katechismu a připravila je na první svaté přijímání.
Na začátku 60. let se rozhodla kulturně vzdělávat několik mladých dívek a učit je manuálním pracím. Poté, co Anna a otec Cosimo viděli úspěch její práce, rozhodli se založit nový řeholní institut. Dne 2. července 1672 založili kongregaci Sester oblátek od Dítěte Ježíše, kam stejného dne vstoupilo dvanáct žen. Anna byla zvolena první představenou.
Zemřela 8. února 1675.

## Proces svatořečení
Proces byl zahájen 5. června 2015 v diecézi Řím.